# Richard Truckenbrodt
Richard Johann Truckenbrodt (* 4. April 1887 in Johanngeorgenstadt; † 18. November 1961 in Annaberg-Buchholz) war ein deutscher Ethnologe, erzgebirgischer Mundart- und Heimatforscher, Hotelier und Lehrer.

## Leben

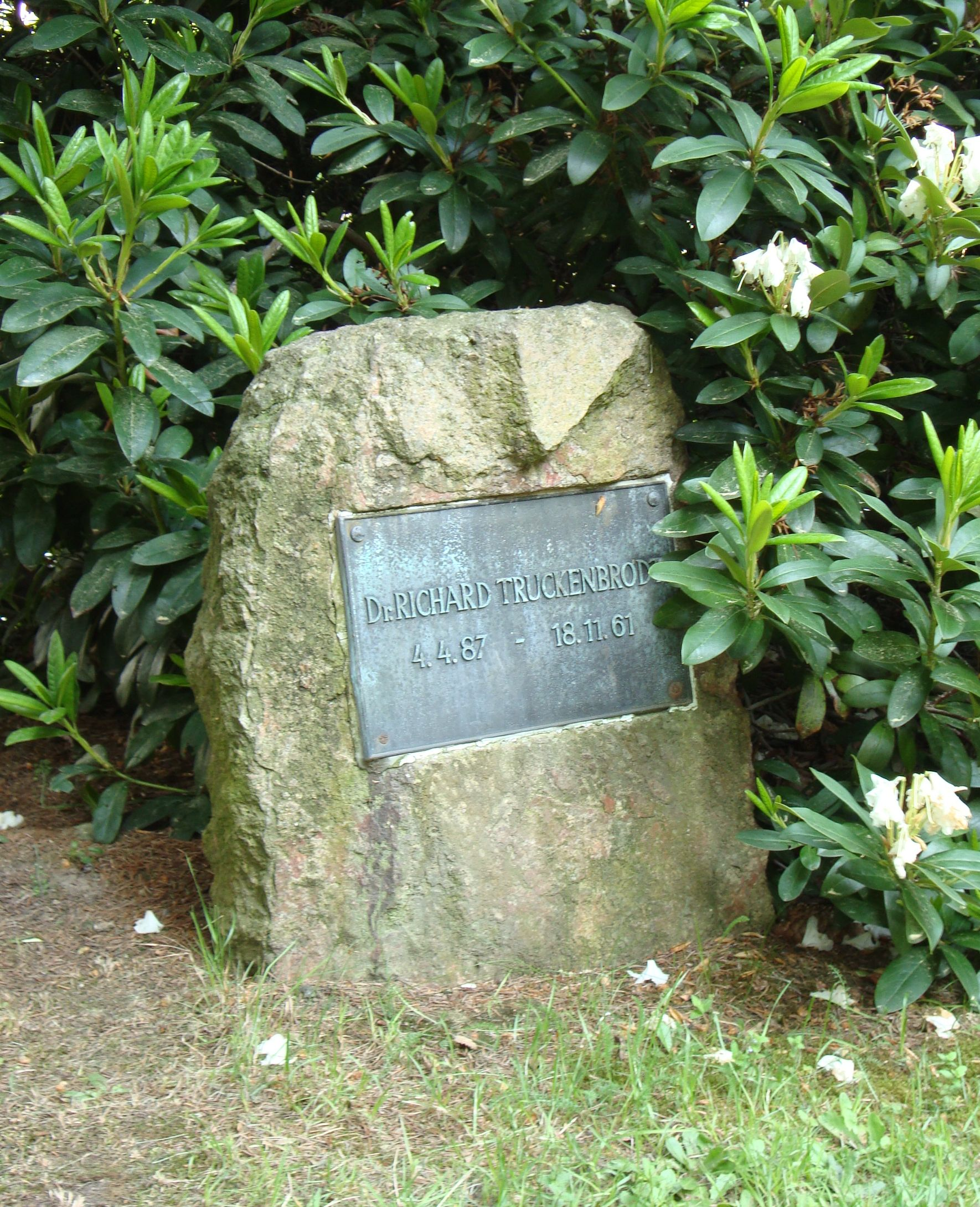
Gedenkstein vor dem Bertolt-Brecht-Gymnasium in Schwarzenberg

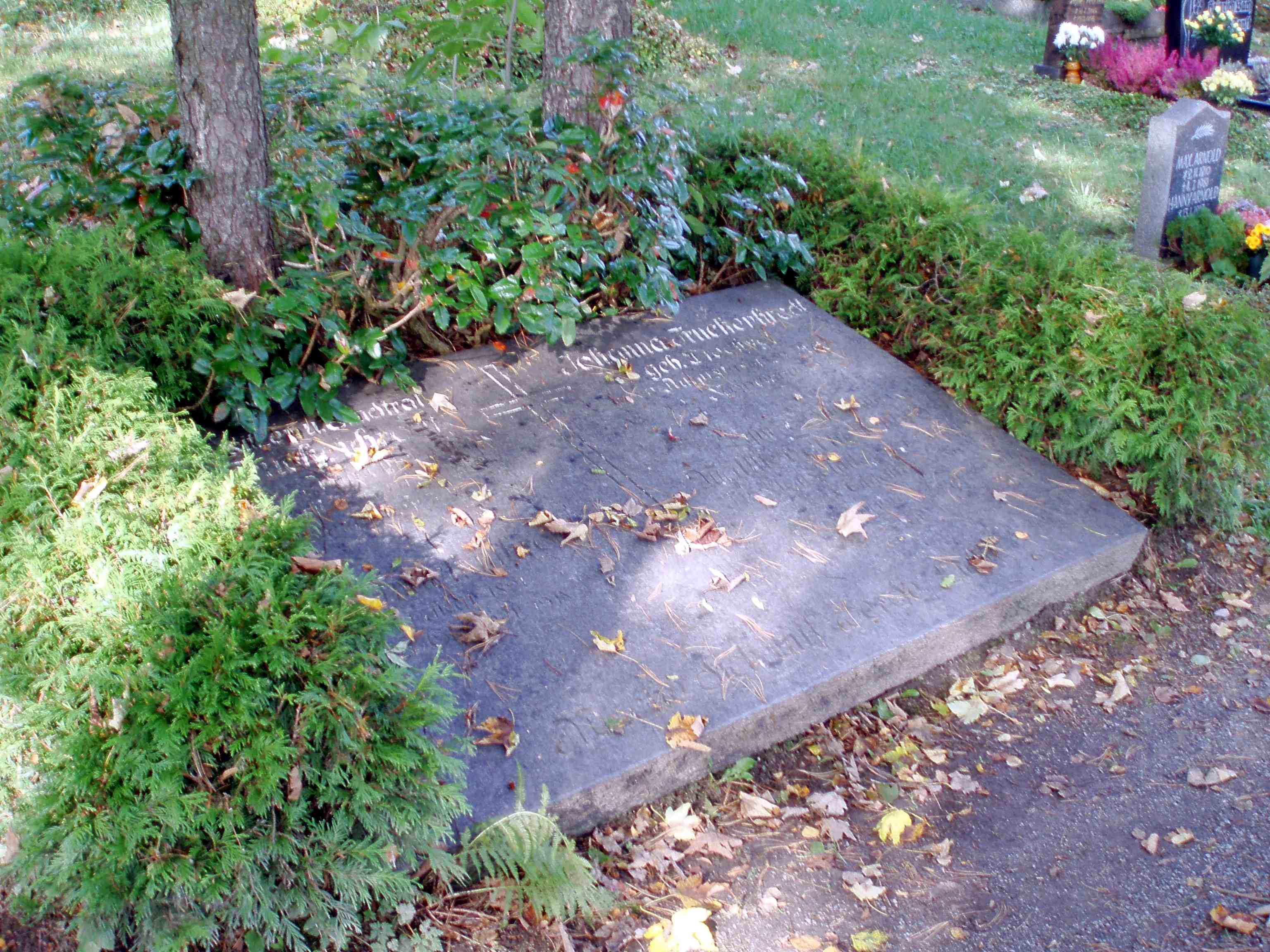
Inzwischen beseitigtes Grabmal der Eltern und Geschwister in Johanngeorgenstadt

Er ist der Sohn des Hoteliers und Stadtrats Carl Truckenbrodt (1856–1937) und wurde in dessen Hotel de Saxe (ab 1914 Sachsenhof) am Marktplatz von Johanngeorgenstadt geboren. Nach dem Besuch der Volksschule in seiner Vaterstadt und des Gymnasiums Rutheneum in Gera studierte er an den Universitäten in Leipzig, München und Jena Germanistik und alte Philologie. Seit 1909 gehörte er der Leipziger Burschenschaft Germania an. Er legte 1914 die Prüfung für das höhere Lehramt ab.
Von 1906 bis 1907 diente er im 7. Thüringer Infanterie-Regiment Nr. 96 in Gera und nahm ab 1914 bis zum Jahresende 1918 am Ersten Weltkrieg teil.
Nach Kriegsende war er am Gymnasium in Schneeberg als Lehrer tätig, wurde jedoch 1924 aufgrund des Personalabbaugesetzes in den Wartestand versetzt. Die ihm unfreiwillig zu teil gewordene Freizeit verbrachte er an den Universitäten in Berlin und Halle mit natur- und geisteswissenschaftlichen Studien auf dem Gebiet der Heimatkunde und Mundartforschung, mit dem er sich bereits seit seiner Jugend beschäftigt hatte. Sein Studium förderten insbesondere die Professoren Ziehen, Holtzmann und Bremer in Halle. Bei letzterem promovierte er 1926 mit einer Arbeit zur westerzgebirgischen Volkskunde zum Dr. phil. Korreferent war Georg Baesecke.
Auch nach erlangter Promotion gelang es ihm nicht, in den Lehrerdienst zurückzukehren. Nach dem Tod seines Vaters 1937 übernahm er die Leitung des väterlichen Hotels Sachsenhof in Johanngeorgenstadt, dem ersten Haus am Platz. Er lernte die Hotelköchin Martha Göring kennen, die er am 3. April 1943 in Gera heiratete. Die Ehe blieb kinderlos. Nach der Besetzung Johanngeorgenstadts durch sowjetische Truppen und dem Beginn des Uranbergbaus durch die spätere SDAG Wismut musste das Hotel schließen. Das Haus im Stadtzentrum von Johanngeorgenstadt wurde unmittelbar nach 1953 dem Erdboden gleichgemacht und der Standort des Hotels aufgeforstet.
Richardt Truckenbrodt trat in die LDPD ein, kandidierte 1946 für den Stadtrat in Johanngeorgenstadt und kehrte in seinen erlernten Beruf zurück. Er übernahm eine Stelle als Lehrer am Gymnasium in der Kreisstadt Schwarzenberg/Erzgeb., der Erweiterten Oberschule „Bertolt Brecht“. In dieser Zeit beschäftigte er sich weiter mit der Erforschung der Heimat- und Volkskunde des Erzgebirges. Seine besonderen Verdienste sind u. a. die jahrzehntelangen Bemühungen um die Pflege und den Erhalt der erzgebirgischen Mundart (ihn verband bis zu dessen Tod 1937 eine Freundschaft mit dem Erzgebirgssänger Anton Günther), die Wiederentdeckung mehrerer, bereits in Vergessenheit geratener Volkslieder und Gedichte, wie z. B. das „Preißhauslied“ und die Erforschung erzgebirgischer Weihnachtsbräuche, wie z. B. die Tradition des Aufstellens von Schwibbögen, die ursprünglich nur auf Truckenbrodts Heimatort begrenzt war. 
Der wissenschaftliche Nachlass von Richard Truckenbrodt wird heute im Museum Schloss Schwarzenberg aufbewahrt. Seine umfangreiche Foto- und Postkartensammlung übergab die Witwe dem Museum Silberwäsche in Antonsthal.

## Werke
- Zur westerzgebirgischen Volkskunde. Beiträge zur Kenntnis der Mundart, Volkskunde und Besiedelung des westlichen Erzgebirges auf Grund der Mundart von Johanngeorgenstadt. Halle a. d. Saale, 1926.
- Das erzgebirgische Berghäckel in Norwegen. In: Glückauf 47 (1927), S. 54–55.
- Was können wir für die Erforschung unserer Mundart tun?. In: Glückauf 48 (1928), S. 157–159.
- Unsere Mundart, die Schule und das Elternhaus. In: Glückauf 49 (1929), S. 66–70.
- Erzgebirgsweihnacht. In: Glückauf 49 (1929), S. 254–255.
- Der Schwibbogen. In: Glückauf 50 (1930), S. 296–297.
- De Teiflsscheib. In: Glückauf 51 (1931); S. 125–126.
- Vorschlag zur Errichtung einer Mundartecke im Glückauf. In: Glückauf 57 (1937), S. 73–76.